# جف کامرون (هنرپیشه)
جف کامرون (ایتالیایی: Jeff Cameron؛ ‏ ۱۹۳۲ – ۱۹۸۵) بازیگر اهل ایتالیا بود.
از فیلم‌ها یا برنامه‌های تلویزیونی که وی در آن نقش داشته‌است می‌توان به برای تابوتی پر از دلار، سرتو بدزد… مرد، مردانه بکش، امروز می‌کشیم، فردا می‌میریم! اشاره کرد.